# Arnium septosporum
Arnium septosporum är en svampart som tillhör divisionen sporsäcksvampar, och som beskrevs av Nils G. Lundqvist. Arnium septosporum ingår i släktet Arnium, och familjen Lasiosphaeriaceae. Arten är reproducerande i Sverige.